# Fa'afafine

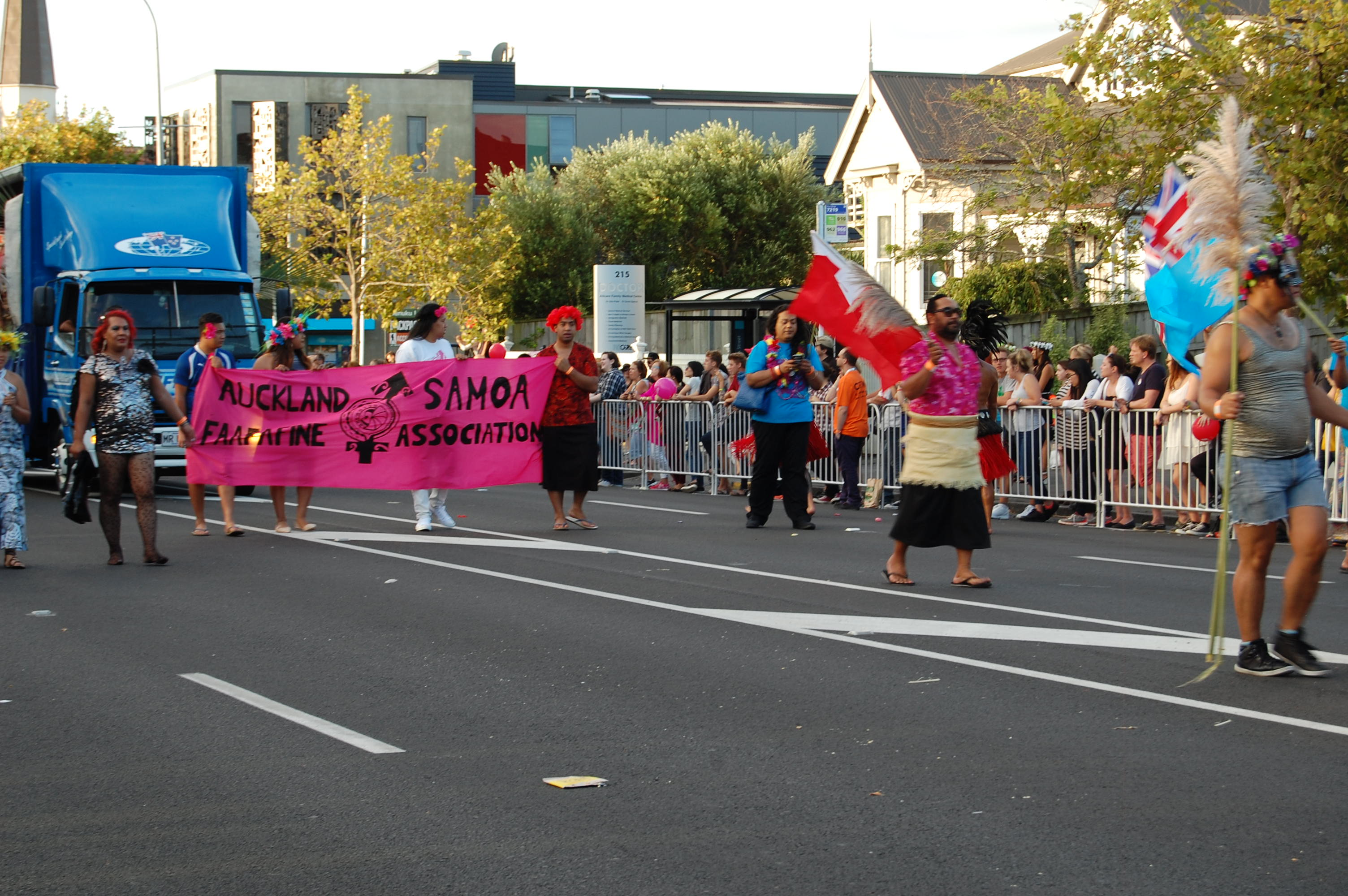
Fa'afafine a la Desfilada de l'orgull a Auckland, 2016

Fa'afafine són persones que s'identifiquen amb un tercer gènere o un paper no-binari a Samoa, Samoa Americana i la diàspora samoana. És una identitat de gènere/rol de gènere reconegut a la societat tradicional de Samoa, i una part integral de la cultura samoana.
La gent «fa'afafine» s'assignen homes al néixer i encarnen explícitament els trets de gènere masculins i femenins d'una manera a la Polinèsia. El seu comportament va des de extravagantment femení fins a un convencional masculí. Les maneres en què es perceben i expressen fa'afafine (sentir-se com una dona / comportar-se com una dona) difereixen d'un individu a un altre. Es poden assumir de manera estable o transitòria, i inclouen un ampli ventall de característiques, fins i tot només presents individualment, que es relacionen amb l'aspecte físic, el llenguatge corporal, la preferència per determinades activitats socials o laborals, i l'orientació sexual.
Fa'afafine s'ha descrit a la literatura a través d'una varietat d'etiquetes: transgènere, travesti, homosexual, tercer sexe; però en gran manera prefereixen ser reconeguts com una identitat diferent, profundament arrelada a la cultura samoana.
Els antropòlegs han especulat que si una família de Samoa tingués més nois que noies o no hi hagués prou noies per ajudar amb els deures de la casa a les dones, els nens homes serien escollits per ser criats com a fa'afafine, però aquesta teoria s'ha refutat.
S'ha estimat que entre l'1 i el 5% dels samoans s'identifiquen com a fa'afafine. Segons notícies de SBS, actualment hi ha fins a 3.000 fa'afafine que viuen a Samoa.
Termes i conceptes equivalents són el tahitià rae-rae, el hawaià māhū, el tongalès fakaleitī, el maori akava'ine o whakawahine, el tuvalià pinapinaaine, que també correspon al nom utilitzat a Kiribati, binabinaaine («el que es comporta com una dona», aine).
L'equivalent femení de fa'afafine és fa'atama («faʻa–», que significa «a la manera de», i la paraula «tama», que significa «home»), una persona biològicament femenina que es comporta com un home.

## Etimologia
La paraula «fa'afafine» inclou el prefix causatiu «faʻa–», que significa «a la manera de», i la paraula «fafine», que significa «dona». És un cognat de paraules relacionades en altres llengües polinèsies, com fakaleiti o fakafefine (tongalès), akava'ine (rarotongà) i whakawāhine (maori). Una persona assignada com a dona en néixer pot pertànyer a un tercer gènere masculí, «fa'atane», «fa'atama» i «fafatama». En última instància, termes occidentals com ara gai i transgènere es superposen, però no s'alineen exactament amb els termes de gènere samoans que es troben a la cultura tradicional de Samoa.
La paraula argot samoana «mala» (devastació) és un terme menys comú per a «fa'afafine», originat en l'homofòbia i la transfòbia d'influència fonamentalista.

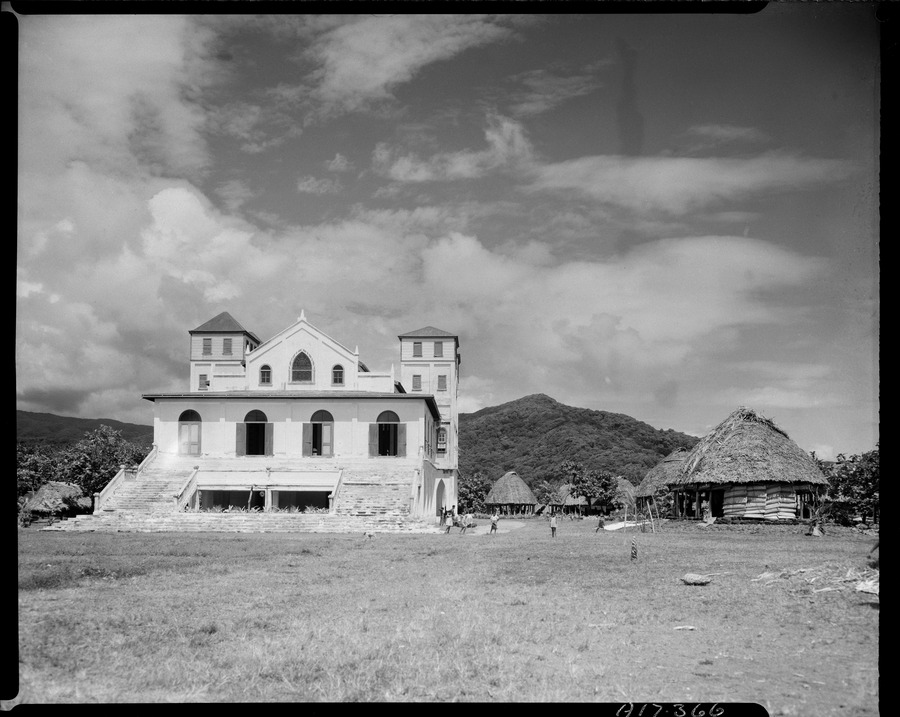
Societat Missionera de Londres, Samoa (1949)

El Diccionari samoà-anglès escrit pel reverend George Pratt de la Societat Missionera de Londres, que va viure a Samoa durant quaranta anys (del 1839 al 1879), està indicat pels estudis com el primer text en què apareix el terme «fa'afafine».
A la primera edició de 1862, trenta-dos anys després del primer contacte dels samoans amb missioners cristians, l'adjectiu fa'afafine es tradueix com «pertànyer a la dona (com a obra)», en què el caràcter femení s'associa a una preferència. per a activitats laborals considerades específiques d'aquest tipus. A la segona edició d'A Grammar and Dictionary of the Samoan Language, with English and Samoan Vocabulary (1876), enriquida amb unes 4.000 paraules noves respecte a l'anterior, el terme fa'afafine presenta una segona definició, en la qual, com a substantiu, assumeix el significat d'«hermafrodita». Alguns estudis, tenint en compte les taxonomies de l'època, la inexistència del terme «homosexual», de creació posterior, i l'ús d'aquest terme en altres textos de l'època, suggereixen que no s'ha de referir a un individu amb genitals anormals, sinó a una persona que assumeix les característiques del sexe oposat.
Uns tres anys més tard, el terme també apareix al Dictionnaire samoa-français-anglais et français-samoa-anglais (1879) escrit pel missioner francès Louis Violette, a la introducció del qual es fa menció de l'ús de la poligàmia entre els caps i la conducta llicenciosa de la població, sobretot durant els balls nocturns. Fa'afafine rep una doble definició: «faāfafine: adj. Stérile, en parlant d'une truie» (estèril) i «faāfafine: Qui concerne les femmes» (que pertany a les dones).
Des del punt de vista gramatical, la paraula «fa'afafine» inclou el prefix polisèmic «fa'a-», la funció principal del qual és la causativa, que indica «a la manera de». Acompanyat del terme «fafine», que significa «dona», pren el significat de «a la manera d'una dona», semblar-se a una dona.
L'antropòleg Niko Besnier, autor de diversos estudis sobre gènere i sexualitat a les illes del Pacífic, ha assenyalat la multifuncionalitat d'aquesta expressió, destacant com el terme fa'afafine i els seus equivalents en altres llengües polinèsies, per exemple māhū (hawaià i tahitià), fakaleitī (tongalès), pinapinaaine (tuvalià), binabinaaine (kiribati), poden funcionar «com a substantius per referir-se a una persona, com a verbs per referir-se a un comportament o acció i sovint també com a adverbis per especificar com es realitza una acció».
Fins i tot el substantiu «fafine», traduït habitualment com a «dona», té un significat particular en la llengua samoana que utilitza diferents termes per definir una persona femenina: «teine» és una nena soltera, que no ha donat a llum i que presumiblement és una nena verge; «tama'ita'i» és una dona, una dona adulta, una «dama».
L'antropòleg estatunidenc Bradd Shore sosté que encara que la distinció entre la teine i la fafina es basa en diferents elements (virginitat, estatus social, estat reproductiu, residència); el primer és el criteri fonamental per situar una dona en una categoria o una altra.
Segons Serge Tcherkezoff, un antropòleg francès amb experiència en investigació de camp adquirida a Samoa a la dècada del 1980 i del 1990, el terme «fafine» tindria una forta connotació sexual, referint-se a «una parella sexual femenina potencial o real», una dona que és sexualment activa i no verge.
Per a l'estudiós samoà Aiono Fanaafi Le Tagaloa, el terme «fa'afafine» seria un «producte de la modernitat», un neologisme introduït pels europeus, encara que aquesta «cronologia lingüística» no estigui recolzada per proves.
Diversos estudis subratllen l'ús del terme «fa'afafine» sobretot en contextos externs. Els testimonis recollits dins de la comunitat revelen com és força rar que la gent fa'afafine es defineixin d'aquesta manera; generalment, quan es refereix a una de semblant, fa'afafine prefereix utilitzar el terme «teine» (noia), el més col·loquial «suga», l'argot «mala», o «tama'ita'i» (dama).

## Història
Les proves sòlides indiquen que Samoa va estar sota domini matriarcal durant segles abans del contacte amb els europeus. La reina Salamasina, posseïdora de quatre títols de cap suprem, va pujar al tron al segle xvi gràcies a les maniobres astutes de les poderoses dones caps que l'envoltaven. Samoa continua valorant els rols de lideratge de les dones i les persones de tercer gènere. No hi ha cap restricció a la transferència de títols principalment a dones o fa'afafine, i hi ha una bona llista de caps fa'afafine passats i actuals.
La història de fa'afafine és difícil de rastrejar. Nafanua, la guerrera i cap de la història primitiva de Samoa, sovint es presenta com una icona de fa'afafine i fa'atane. A les entrevistes enregistrades de Dolgoy amb fa'afafine de la dècada del 1980, sabem que Johnny Fruitcake va ser una fa'afafine popular durant l'ocupació militar estatunidenca de Samoa a la Segona Guerra Mundial, i que Anita (Tony Schwenke) va ser la fundadora de Hollywood, una sastreria i casa de refugi de fa'afafine a Apia entre la dècada de 1960 i la dècada del 1970. Des de la dècada del 1980, la diàspora samoana ha donat a fa'afafine un perfil més alt fora de Samoa.
L'existència de la fa'afafine es podria explicar per un gen que dirigeix l'altruisme dirigit als familiars, que proposa que l'androfília es podria transmetre perquè és avantatjós per a la societat tenir rols no tradicionals. Paul L. Vasey sosté que l'existència de l'androfília pot servir al propòsit evolutiu de proporcionar suport avunculat als parents relacionats. Això vol dir que les famílies que inclouen fa'afafine i membres en altres rols no tradicionals, com tietes i oncles solters, tindrien més temps i recursos per dedicar-los a l'èxit dels seus parents. L'alliberament de les limitacions d'un matrimoni tradicional i la criança dels fills permet que fa'afafine sigui excel·lent a l'hora de nodrir la dinàmica familiar i comunitària. Això encaixa molt bé a la societat samoana on la jerarquia està molt estratificada i els costums es compleixen estrictament.

## La identitatfa'afafine

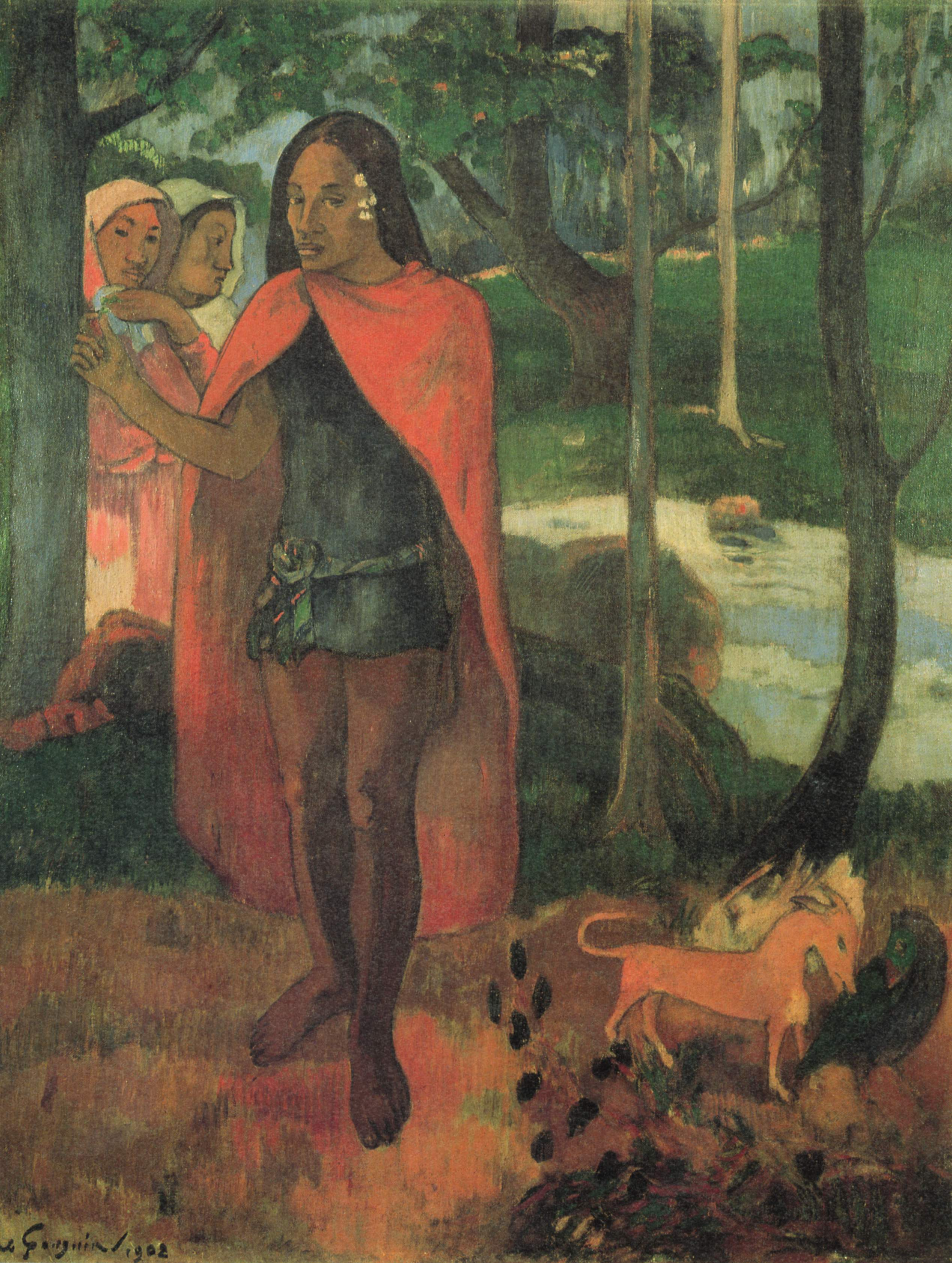
Entre els temes pintats per Paul Gauguin a Tahití hi ha moltes figures andrògines, com ara El bruixot de Hiva Oa, 1902, que es creu que representa una māhū, l'equivalent tahitià de la fa'afafine samoana.

Les fa'afafine no representen una categoria homogènia, no hi ha una fórmula en la qual es reconeguin totes. Molts afirmen que no s'identifiquen com a home o dona, sinó com un gènere separat, una fusió culturalment única de feminitat i masculinitat.
Altres s'identifiquen com a dones i presten especial atenció a la seva presència i aspecte físic, com la roba, el maquillatge, el pentinat. Segons alguns testimonis recollits per Benedicte Kaltenborn, hi hauria una categorització de fa'afafine basada també en els estils de roba: els que es vesteixen de nois s'anomenarien fa'afafine-tama, els que es vesteixen de dones, fa'afafine-teine.
Tanmateix, hi ha fa'afafine que es vesteixen com homes, se senten com homes i fan servir el llenguatge corporal femení, independentment de la roba: «no totes es vesteixen de dona»; «algunes simplement prefereixen comportar-se com una dona».
La identitat fa'afafine pot ser estable o transitòria, acabant amb un matrimoni heterosexual o amb el cessament de l'ús d'indicadors de gènere femení escollits per comunicar als altres el propi ésser/sentiment fa'afafine. Segons Kaltenborn, que troba la confirmació en les seves entrevistes de la possible naturalesa temporal i «reversible» de l'estatus de la fa'afafine, el gènere a Samoa es percebria més com un «fer» que un «tenir». Per aquests motius, l'antropòleg Niko Besnier considera la liminalitat fa'afafine un procés de préstec, més que un paper o una identitat.
En els estudis de persones de gènere liminal a les illes polinèsies, la divisió del treball entre sexes ha estat una de les principals característiques considerades pels antropòlegs. En el seu estudi del māhū tahitià, equivalent a la fa'afafine samoana, Robert Levy va argumentar que l'element que determina la seva definició social no es situa en l'assumpció d'un comportament efeminat, sinó en l'exercici d'un paper femení en la divisió del treball dins de l'interior del poble: māhū seria un home que realitza la feina d'una dona, després del qual es converteix en un ex-māhū. La naturalesa de la contribució a les activitats laborals, caracteritzada pel gènere, sembla ser, també segons Niko Besnier, l'element principal que es té en compte en la majoria dels contextos rurals polinèsics: els homes fan feines «pesades», com la pesca, el cultiu de la terra, collint cocos; les dones es dediquen a les tasques domèstiques, a recollir llenya, a teixir estores.
Si analitzem la identitat fa'afafine des d'aquest punt de vista, els resultats poden ser contradictoris: hi ha fa'afafine que no declaren cap preferència en la realització d'activitats tradicionals («Podem fer feines d'homes, alimentar els porcs, treure males herbes, fer arranjaments florals, endreçar la casa, cuidar la terra. Tot»), mentre que d'altres subratllen que només volen fer feina de dones («No puc tallar l'herba, no puc tallar fusta […] no fins i tot raspar el coco; em faria mal als dits!»).
Moltes de les fa'afafine adopten noms propis femenins, la majoria en anglès, i, si els investigadors els pregunten a les entrevistes de camp en anglès quin gènere gramatical prefereixen que s'utilitzi pel que fa a elles (la llengua samoana no té gènere gramatical) la majoria opten per al femení, però el masculí no està censurat, i hi ha qui, parlant en anglès, alterna els dos gèneres.
Les categories occidentals d'identitat sexual i de gènere no són necessàriament rellevants ni tan sols reconegudes en altres cultures. En la definició proposada per estudiosos i investigadors i en l'autodefinició de molts fa'afafines, les característiques distintives de la seva identitat es col·loquen tradicionalment en la pertinença a la cultura samoana i en el valor de la contribució feta a la comunitat, més que en desig individual i pràctiques sexuals.
La seva orientació sexual es veu com una conseqüència de ser fa'afafine, no un criteri determinant, prerequisit o atribut principal per a la inclusió en aquesta categoria. En la gran majoria dels casos, les fa'afafines se senten atretes sexualment per homes heterosexuals, molt rarament per dones, gairebé mai per altres fa'afafines. Tant els fa'afafines com els heterosexuals amb els quals exerceixen una activitat sexual de manera temporal o exclusiva es neguen a ser definides com a gai o homosexual, termes considerats d'origen occidental i aliens als paradigmes indígenes de la sexualitat.
La llengua samoana no conté paraules equivalents per a homosexuals o gais. La pràctica homosexual (en els contextos polinesis, l'experimentació sexual, els jocs sexuals d'adolescents del mateix sexe són àmpliament coneguts i esperats en la cultura no oficial) no necessàriament converteix un home samoà en homosexual o fa'afafine; els homes que tenen sexe amb fa'afafine no qüestionen la seva pròpia masculinitat o heterosexualitat.

### Categorització
El terme fa'afafine ha estat associat per estudiosos i investigadors amb diferents categories. Penelope Schoeffel en el seu primer estudi de 1979 defineix fa'afafine com a «transsexual», i uns anys després Bradd Shore parla d'una «tercera classe derivada del gènere». Niko Besnier va proposar l'expressió «gènere de liminalitat» per definir els polinesis no heteronormatius. Mageo utilitza els conceptes «tercer gènere», «travestis», «liminals» i «homosexuals» a les seves obres, Poasa escriu sobre «transsexuals». L'equip de psicòlegs evolucionistes canadencs que inclouen Vasey i VanderLann, molt actius en la producció d'estudis sobre fa'afafines, utilitzen l'expressió «mascles andròfils» o «transgènere»; altres estudis destaquen la identitat indígena de la fa'afafine. L'activista LGBTQI+ de Nova Zelanda Phylesha Brown-Acton va encunyar l'acrònim MVPFAFF (māhū, vakasalewalewa, palopa, fa'afafine, akava'ine, fakaleiti o leiti, i fakafifine) per representar les identitats dels pobles indígenes de les illes del Pacífic.
Una expressió molt utilitzada, sobretot als mitjans de comunicació, però també adoptada per l'Associació Fa'afafine de Samoa, és la de «tercer gènere» per indicar un gènere fluid, que es mou entre les identitats masculina i femenina, seguit de la consideració de l'especificitat de la seva declinació en la cultura samoana.

### Identitat cultural
| « | Fa'afafine és una identitat cultural. No és una identitat sexual. Per entendre fa'afafine primer has d'entendre fa'a Samoa, o cultura samoana. […] Hi ha una dita samoana: O Samoa ua uma ona tofi, Samoa ja està definida. Els tres pilars principals de Samoa són la cultura, l'església i la seva constitució. […] Quan un samoà es troba amb un altre samoà les primeres preguntes són: com et dius? Quin és el teu poble? Qui són els teus pares? De quina església ets? A quina terra pertanys? I mai preguntem amb qui o amb què dorms.. | » |
| — Vaitoa Toelupe, Samoa Fa'afafine Association. Del Discurs introductori al Conferència de drets humans dels Outgames d'Àsia Pacífic, 2011 | |   |

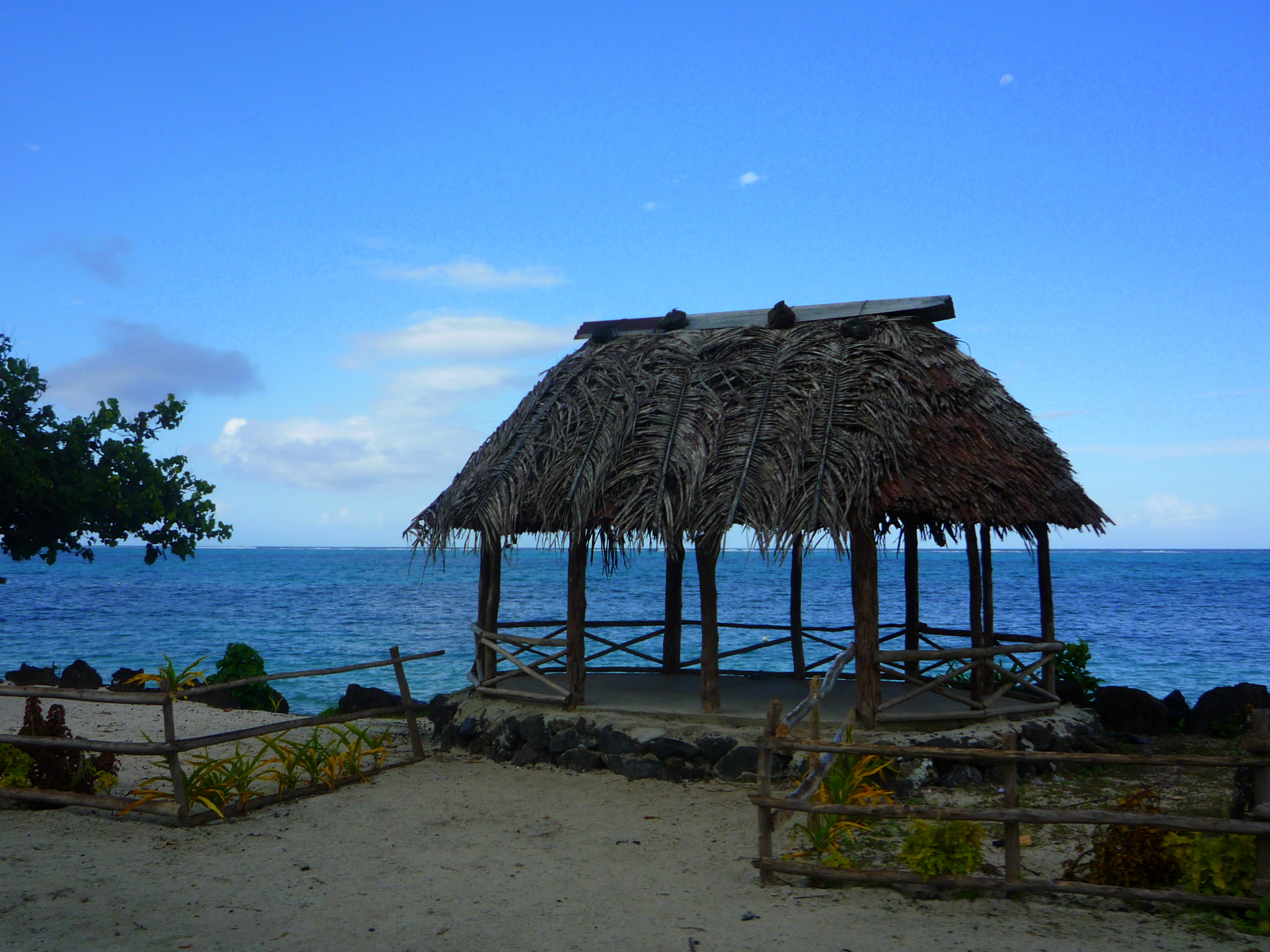
Samoa. Caseta de palla a la platja (2009

A més de les declaracions de les pròpies fa'afafine i dels estudis de diversos investigadors i artistes samoans i no samoans, altres fonts, especialment en mitjans de comunicació i guies de viatges i en documentals geogràfics, subratllen l'especificitat cultural de la fa'afafine, i l'alt grau d'acceptació i tolerància històricament mostrat per la societat cap a elles. Com a exemple, sovint s'esmenta que moltes famílies de Samoa sense suficients filles opten per criar un fill com a dona fa'afafine per tal d'assegurar-se suport per al treball de cura.
Si tothom està d'acord en la necessitat d'entendre i situar la identitat fa'afafine dins del context cultural samoà, alguns estudiosos han subratllat com la insistència exclusiva en aquesta trama ineludible podria presentar el risc de reforçar el procés d'exotització, l'estereotip occidental i el desenvolupament postcolonial. de les illes polinèsies com a refugi de llibertat sexual, iniciada als segles xviii i xix per les històries de viatge dels navegants francesos i britànics, va continuar amb l'exotisme eròtic en la representació pictòrica de la dona polinèsia, reprès pels primers estudis antropològics de la dècada del 1920 sobre la societat samoana.
El documental australià Paradise Bent... Boys will be girls in Samoa (1999) de Heather Croall, per exemple, ha estat criticat per la seva visió romàntica i nostàlgica de la fa'afafine situada en el context natural de la «sexualitat primitiva» de la cultura pre-contacte samoana, el paper tradicional del qual, al documental, es considera en perill per l'avenç de la modernitat i la civilització occidental.
Un enfocament diferent és el que expressa Leo Wallace, que, encara que convençut del profund vincle que hi ha entre les fa'afafine i la seva cultura, va criticar el documental Fa'afafine: Queens of Samoa, dirigit per Caroline Harker, promogut i emès per la televisió de novazelandesa el 1995, per la seva insistència excessiva en la seva no-reductibilitat a les categories europees de gais, travestis i homosexuals, i per retratar fa'afafine com «una categoria tradicional hermèticament segellada, impermeable al canvi històric». Segons la seva opinió, la importància que es dona a la seva peculiaritat, basada sobretot en l'omissió, en la negativa a investigar la sexualitat de les fa'afafines i les seves parelles, portaria a «barricar les identitats sexuals polinèsies i europees entre si». Quan el documental ho fa de manera fugaç, la fa'afafine entrevistada coincideix a prohibir qualsevol referència a l'homosexualitat, reafirmant així «l'heterosexualitat obligatòria del desig».
L'element caracteritzador de l'especificitat i l'arrelament a la història cultural i social de Samoa en la definició de la fa'afafine i la consegüent infrarepresentació o exclusió de la sexualitat de la seva identitat «tradicional», a favor d'una assignació de la fa'afafine dins de la família i la cultura samoana, podria implicar en última instància un altre risc: una visió pacífica lliure de contradiccions del seu estatus dins la societat, l'església i la família que representen la seva articulació més important. Sobre fins a quin punt s'aconsegueix el grau d'integració de fa'afafine i la seva diversitat reconeguda i respectada dins la comunitat, el debat segueix obert.

### Identitat en transformació
A les illes de Samoa, des de principis de la dècada del 1990, els canvis econòmics i socials, el desenvolupament de la indústria turística, el procés d'urbanització, els avenços de la tecnologia mèdica i la influència creixent de la cultura occidental han afavorit la difusió de nous models d'identitat, ja en part present a les regions de la diàspora, posicionant persones no heteronormatives a la societat d'una manera diferent de fa'afafine.
Diversos estudis i testimonis documenten el canvi cultural en marxa, dins del qual l'individu, l'aparença externa i visual, la dimensió corporal i la del desig i la identitat sexual estan adquirint més importància dins d'una cultura sempre fonamentada en les necessitats de la comunitat i la col·lectivitat.
Per a fa'afafine aquests canvis s'han reflectit en una major feminització (maquillatge, indumentària, signes externs) i en una orientació més exclusiva cap a l'home, com a mitjà de suport a aquesta feminitat. Alguns samoans de la diàspora han adaptat el terme «queer» per descriure la seva identitat, que també és compartida per un nombre creixent de millennials samoans, segons alguns relats; diversos estudis posen de manifest l'aparició d'individus que es defineixen utilitzant conceptes abans estrangers, com ara «gai» o «transgènere», senyal d'un possible canvi intergeneracional. Tots aquests són processos de transformació que fins i tot les fa'afafine de Samoa i Nova Zelanda, malgrat la seva especificitat cultural, hauran de fer front en el futur.

## Fa'afafineen els estudis socials

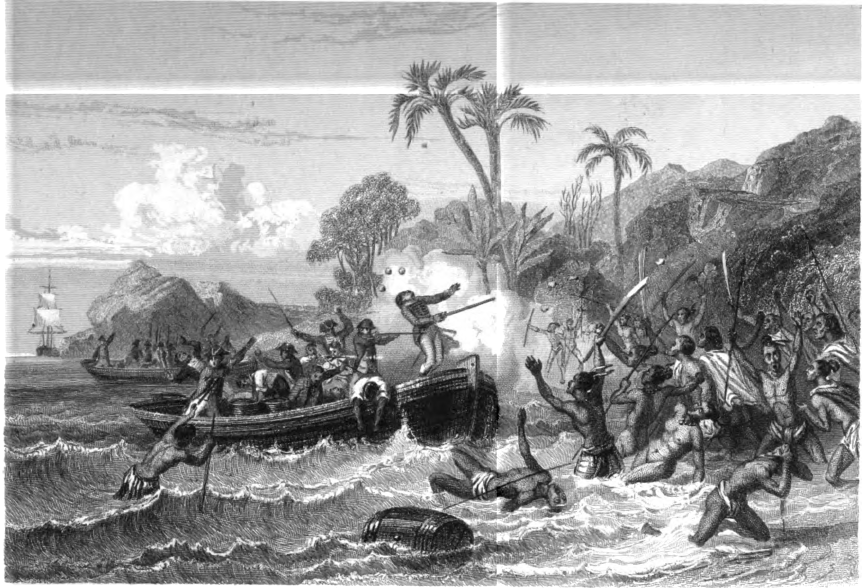
Mort de Fleuriot de Langlel, comandant de l'Astrolabe, assassinat amb onze dels seus homes durant un desembarcament a Samoa l'11 de desembre de 1787

El primer contacte dels europeus amb Samoa es va produir el desembre de 1787 amb el desembarcament dels vaixells La Boussole i Astrolabe dirigits per l'explorador francès Jean-François de La Pérouse. Mentre que la presència a altres illes polinèsias d'«una classe d'homes que vivien com a dones» es testimonia de diverses maneres ja al segle xviii en els informes de viatge dels primers europeus que van desembarcar a Tahití, inclòs el de l'explorador i navegant francès Louis-Antoine de Bougainville (1768), del britànic James Wilson i, unes quantes dècades més tard, als diaris dels missioners de la London Missionary Society, no es disposa de fonts que documentin si i fins a quin punt les fa'afafine formaven part de la societat samoana prèvia al contacte, tot i que, per analogia amb el que s'ha trobat a les illes veïnes, la seva presència es considera plausible.
Un rastre de la seva existència està representat per l'entrada «fa'afafine» present als diccionaris de la llengua samoana publicats a la segona meitat del segle xix pels missioners maristes estacionats a Samoa ([George Pratt, 1876]; [Louis Violette, 1879]).
Pel que fa a Samoa Americana, segons Karsch-Haack, la institució del travestisme preexistí al període colonial alemany i s'associava amb la sexualitat masculí-masculina. La reticència dels visitants alemanys a esmentar-la en els seus escrits hauria derivat de la necessitat de no contaminar «amb els vicis del travestisme i l'homosexualitat» la imatge europea de la població samoana identificada amb els atributs de «bellesa», «neteja», «respectabilitat», «generositat» i «hospitalitat».
El primer testimoni, encara que incomplet, de la presència d'«homes efeminats» a Samoa Americana es pot trobar en l'estudi de 1928 de l'antropòloga estatunidenca Margaret Mead.

### Coming of Age in Samoade Margaret Mead
A partir de la dècada del 1920, les illes del Pacífic es van convertir en la destinació d'antropòlegs i etnòlegs, entre els quals van destacar Bronisław Malinowski (1922), Edward Smith Craighill Handy (1923) i Ralph Linton (1939).

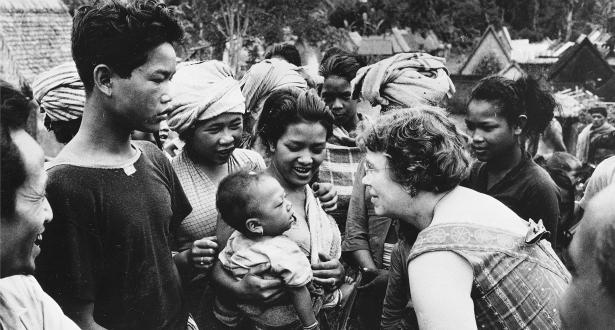
Margaret Mead a Samoa

L'any 1925, Margaret Mead, de 23 anys d'edat, va viatjar a Samoa Americana amb la intenció de fer una investigació de camp per investigar des d'un punt de vista comparatiu si l'adolescència era un període naturalment conflictiu de la vida humana, a causa de factors biològics, o si els problemes psicològics característics d'aquesta fase depenia de la cultura de pertinença. Les conclusions de Mead, després d'uns nou mesos d'estada a l'illa, van confirmar la segona hipòtesi; a Samoa l'adolescència no va constituir un període estressant per a les noies, perquè (al seu parer) els models culturals samoans eren molt diferents dels dels Estats Units d'Amèrica. El seu llibre, que va aparèixer l'any 1928 i que després es va publicar en més d'una desena d'edicions i traduït a nombrosos idiomes, es va convertir en un dels pilars del relativisme i del determinisme cultural i la va convertir en una de les antropòleges més famoses. Però al mateix temps, el seu estudi va ser objecte de debats i controvèrsies, la més coneguda de les quals va ser la de l'antropòleg neozelandès Derek Freeman, que va acusar Mead d'ingenuïtat, de poca precisió en el treball i de poca fiabilitat dels descobriments.
Abans d'aprofundir en les etapes i els continguts de l'educació i la socialització dels adolescents, Mead en el seu llibre Coming of age in Samoa (1928) descriu les característiques principals de la cultura samoana, l'organització social, i les relacions entre sexes, oferint una imatge que molts antropòlegs consideraran imprecisa, «romàntica» i «idíl·lica», un estereotip positiu influenciat pel mite occidental de les illes polinèsies com a «Edèn de llibertat sexual», que es remunta a les memòries del segle xviii de Bougainville, Wallis i Cook, i que els samoans contemporanis i els de les generacions posteriors acolliran amb vergonya, quan no amb una hostilitat oberta.
És en aquesta part de l'estudi de Mead on la descripció fa la seva primera aparició, encara que només sigui com a figura de fons, i definida per l'antropòlega estatunidenca com una raresa des del punt de vista de la presència que va trobar a l'illa, d'un jove home que pot acostar-se al perfil de fa'afafine; és Sasi, un jove de vint anys d'edat que estudia per ser ministre de culte:
| «                                                     | (anglès) He was slightly but not pronouncedly feminine in appearance, was skilled at women's work and his homosexual drive was strong enough to goad him into making continual advances to other boys. He spent more time casually in the company of girls, maintained a more easy-going friendship with them than any other boy on the island. […] I could find no evidence that he had ever had heterosexual relations and the girls' casual attitude towards him was significant. They regarded him as an amusing freak while the men to ewhom he had made advance looked upon him with mingled annoyance and contemp. | (català) Tenia una aparença lleugerament però no definitivament femenina, era hàbil en el treball de les dones i el seu impuls homosexual era prou fort com per fer-lo fer avenços constants sobre altres nois. Va passar més temps en companyia de les noies de manera casual, va tenir una amistat més amable amb elles que qualsevol altre noi de l'illa. […] No vaig trobar proves que hagués tingut mai relacions heterosexuals, i l'actitud casual de les noies cap a ell va ser notable. El consideraven com un monstre divertit de la natura, mentre que els homes als quals havia intentat apropar-se el miraven amb una barreja de molèstia i menyspreu. | » |
| — Margaret Mead, Coming of age in Samoa, 1928, p. 148 | | |   |

### Fa'afafinecom un model negatiu del rol

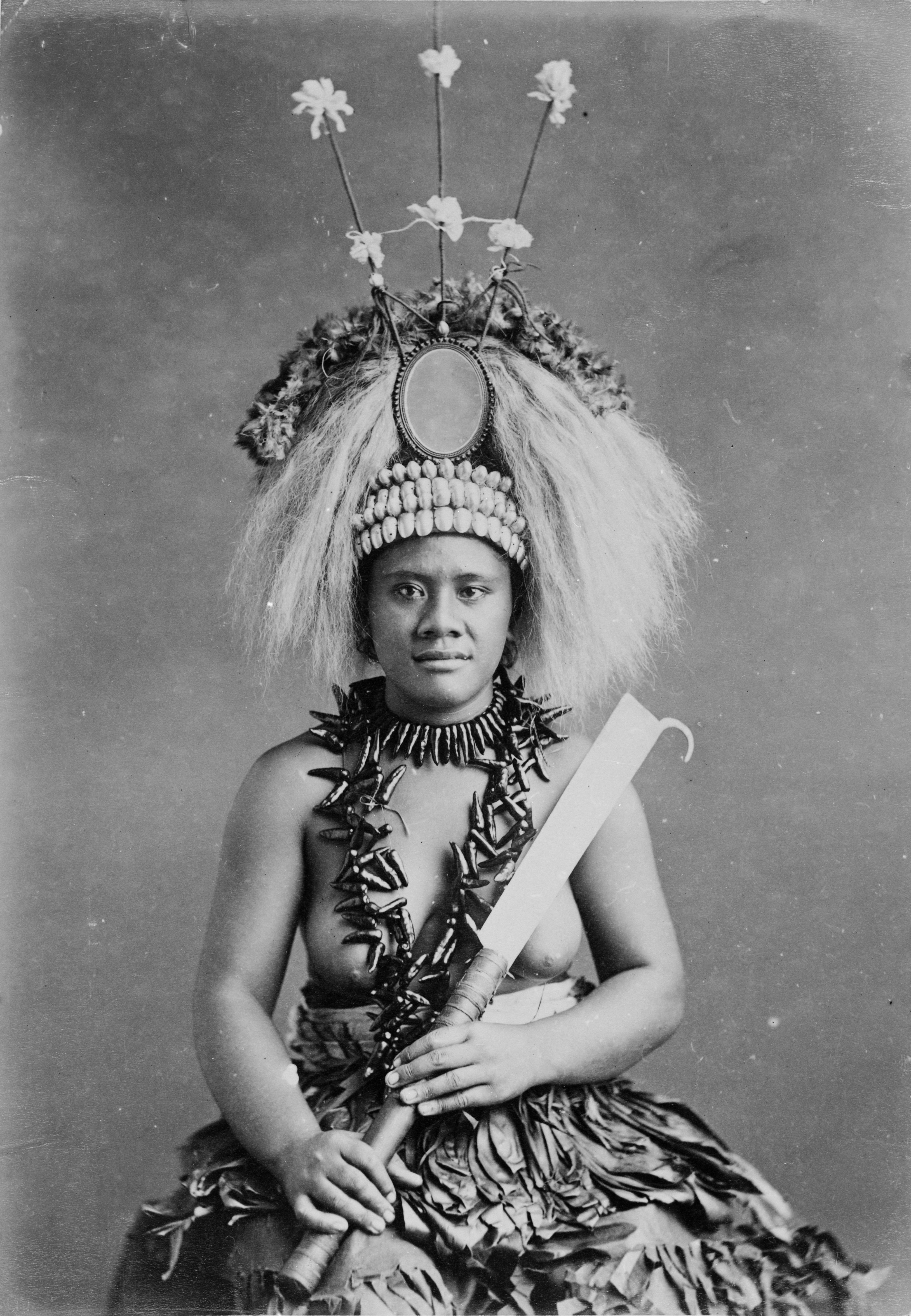
Ballarina cerimonial samoana, c. 1890

Una primera investigació etnogràfica detallada sobre la presència d'homes efeminats a les illes del Pacífic, en particular a Tahití, que influirà molt en estudis posteriors, és l'article de 1971 de l'antropòleg Robert Levy sobre la figura del māhū, «un home que realitza un rol femení», que hauria trobat a tots els pobles de l'illa. Utilitzant un argument funcionalista, Levy argumenta que la societat tahitiana utilitza māhū per reforçar la feble diferenciació entre gèneres, mostrant als homes adults (a través del «missatge» negatiu del māhū) què no haurien de ser.
Aquesta tesi gaudirà d'una certa fortuna en els estudis antropològics que en els anys següents tractaran per primera vegada sobre fa'afafine, la presència de la qual se situarà amb relació a la presumpta inestabilitat o debilitat dels rols de gènere masculí o femení a la societat samoana, i a les funcions de consolidació de la identitat sexual que realitzen (per contrast) els homes efeminats.
En el primer estudi del qual se'n farà esment, la tesi doctoral Daughters of Sina: A Study of Gender, Status and Power in Western Samoa (1979), l'antropòloga Penelope Shoeffel assenyala entre els factors en el desenvolupament de la personalitat de cada individu es defineix com a «transsexual», l'escassa diferenciació de gènere en el comportament dels menors de deu anys que es troba a la societat samoana i l'associació de la masculinitat amb una forma de sexualitat agressiva i depredadora, percebuda per alguns com una amenaça.
Confirmant la tesi expressada per Levy per al māhū tahitià, el també antropòleg estatunidenc Bradd Shore, un dels primers teòrics de l'etnopsicologia, argumenta en un famós assaig de 1981 que els «travestis» fa'afafine, definits com una «tercera classe derivada del gènere», fan la funció de reforçar el desenvolupament psicosexual masculí, mostrant als nois, mitjançant el contrast i la inversió de gènere, què no hauria de ser un home. Així, s'enfortirien les categories de parentiu essencials per a la traça de la genealogia, una pràctica central en l'organització social i política de la vida samoana. Comú a aquests estudis és la creença que a Samoa les categories d'identitat i gènere es basen en rols socials.

### Travestisme en elfaleaitu
L'etnopsicòloga Jeannette Mageo ([Mageo 1992, 1996, 1998]) connecta la institucionalització de fa'afafine (també definida «persona liminal») amb la transformació de la societat samoana arran de l'evangelització i l'afirmació del teatre còmic faleaitu, en què els actors, encarnant ambdós gèneres, haurien substituït les antigues noies aualuma, desagradades pels missioners per les seves representacions paròdiques de la sexualitat, com els espectacles de faipona i ula, que en l'època precolonial havien fet la funció de desactivar la violència a través de l'humor quan la vida social estava alterada.
Segons Mageo, el travestisme masculí practicat pels actors faleaitu, que esdevingueren els personatges predilectes per les seves actuacions amb la sàtira dels rols sexuals, també s'estendria en els contextos de la vida quotidiana, mentre que el procés de cristianització vincularia cada cop més el gènere femení al paper d'esposa cristiana, de conducta moral indiscutible. En aquest context, les fa'afafine, hereves dels papers sexualment provocadors i assertius que van jugar les dones a la Samoa premissionera, haurien actuat com un model negatiu per a les noies/germanes, recordant-les com no comportar-se i contribuint a la idealització de la virginitat de les teïnes defensada pels missioners.
Finalment, Mageo dona suport a un altre argument que després adquirirà molta popularitat, encara que sigui criticat en l'àmbit científic per l'escàs suport d'evidències: la fa'afafine seria plantejada conscientment com a tal dins de les famílies, per equilibrar la divisió del treball quan el nombre de filles nascudes és inferior al que es considera necessari. Per tant, el travestisme també estaria arrelat a la vida i a les necessitats familiars.

### Tercer gènere i liminalitat de gènere

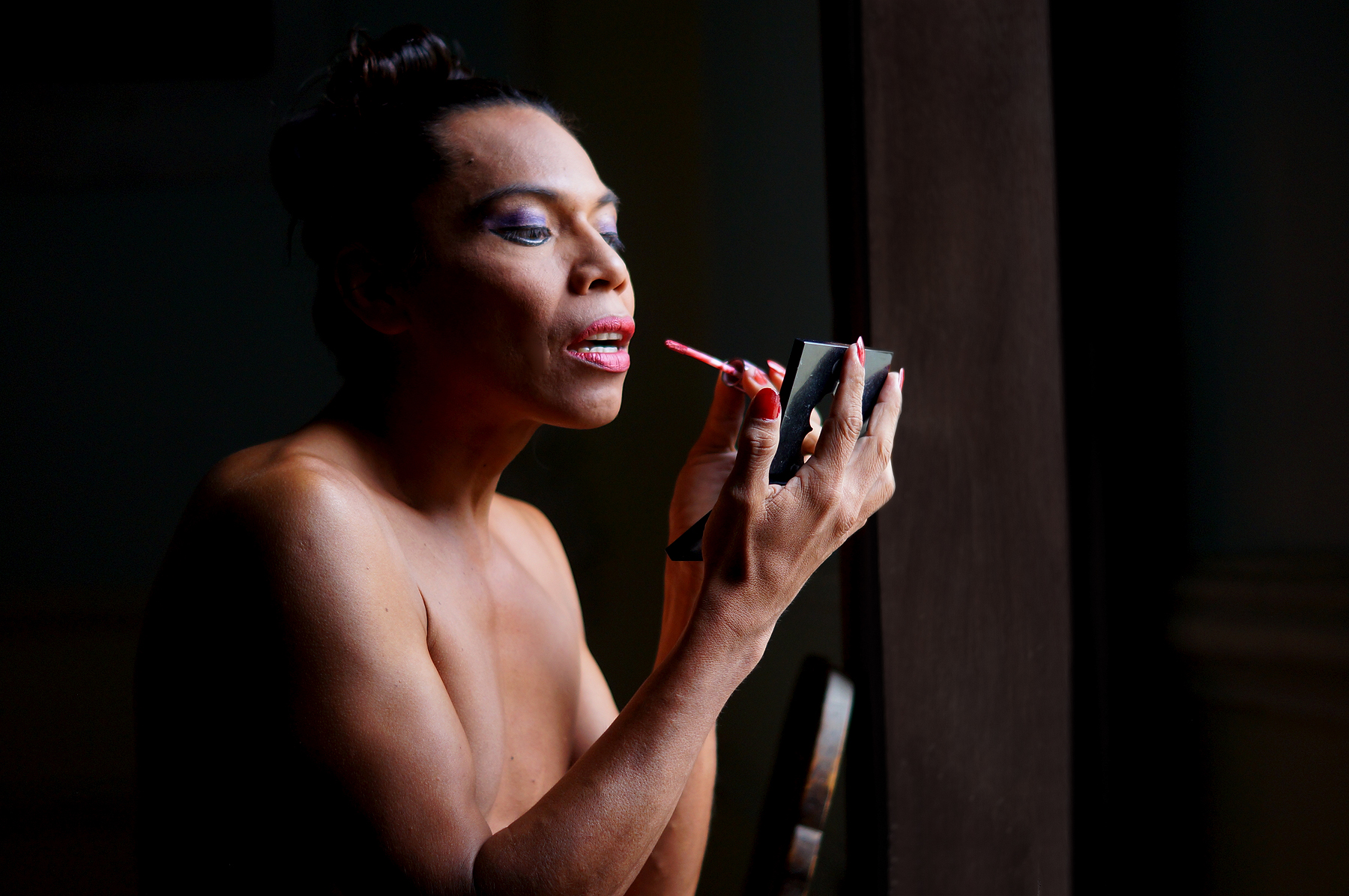
Lukas Avendaño, artista muxe. En la cultura zapoteca, els muxe són homes que assumeixen rols femenins

L'estudi de 1981 de Bradd Shore Sexuality and gender in Samoa és el primer que atribueix l'estatus de tercer gènere a fa'afafine, encara que sembli al mateix temps dirigit a qüestionar-ne l'aplicació; allò que l'antropòleg estatunidenc anomena «tercera classe derivada del gènere», en el cas de fa'afafine és, de fet, definit per ell com una mena de caricatura, «una exageració i distorsió de l'estètica i del comportament femení».
Una forta influència en la difusió de l'expressió «tercer gènere». és el que exerceix la col·lecció d'assaigs editat per Gilbert Herdt, Third Sex, Third Gender, publicat l'any 1994, que explora, a través d'aportacions històriques i antropològiques, els significats culturals assignats a les persones associades a un gènere diferent al seu en diferents períodes històrics i àrees de geografia del món (per exemple, eunucs a l'Imperi Romà d'Orient, verges jurades dels Balcans, hijras índies...), recolzant des d'un punt de vista teòric el concepte de gènere com a construcció social, no determinada biològicament pel sexe.
Niko Besnier, autor de Polynesian Gender Liminality through Time and Space, un dels assaigs continguts en aquesta obra col·lectiva, que repassa les categoritzacions culturals dins de les quals s'han col·locat diferents agrupacions de persones, entre elles fa'afafine, critica l'etiqueta aleshores estesa a les ciències socials i en l'imaginari popular del «tercer gènere», expressant la creença que continua operant dins dels límits d'una visió dualista del gènere, i que no hi ha proves del reconeixement d'un estatus de gènere separat per als individus no heteronormatius en el principis en què totes les cultures polinèsias basen la seva cultura i organització social, principalment el sistema parental. Fins i tot els termes «travestis», «transsexuals», «homosexuals», i «gais», segons Besnier, no serien utilitzables en aquest context, perquè a partir d'estudis sobre societats polinèsies, a diferència de la identitat lesbiana i gai de les societats occidentals, en què l'orientació sexual apareix com el tret més definició important: resultaria que «les relacions sexuals amb homes es veuen com una conseqüència de la liminalitat de gènere, no com el seu prerequisit o atribut principal determinant». Com a alternativa a aquests conceptes categòrics, Besnier proposa el terme «liminalitat», introduït per l'antropòleg francès Arnold van Gennep i elaborat posteriorment per Victor Turner, perquè es considera que inclou els principals atributs que caracteritzen «l'estatus de gènere intermedi» generalitzat a les societats polinèsies: la col·locació «entre» l'estatus de foraster i la inferioritat social. A més, aquest concepte, segons Besnier, es prestaria a descriure amb més eficàcia la permeabilitat i la permutabilitat d'un gènere que es presenta més com un procés de manlleu de determinats atributs i símbols socials i culturals, que no pas com un rol o una identitat definida.

### Fa'afafinecom a moviment social
L'any 2002, el treball de Reevan Dolgoy, The search for recognition and social movement emergence: towards an understanding of the transformation of the Fa'afafine of Samoa (La recerca del reconeixement i l'emergència del moviment social: cap a una comprensió de la transformació de la Fa'afafine de Samoa). esdevé un punt de referència per a l'estudi de fa'afafine, col·locada i estudiada dins el marc més ampli de la cultura samoana, desmitificant els tons sensacionalistes amb què aquesta realitat havia estat sovint descrita a la literatura. Dolgoy recorre el desenvolupament d'aquesta comunitat a Samoa, des de la dècada del 1960 fins a mitjans de la dècada del 1980, des del punt de vista dels moviments socials, reconstruint el procés de promoció d'una «política de reconeixement» de la identitat fa'afafine, al voltant del lloc d'agregació i suport mutu representat per la sastreria Hollywood, promoguda per una xarxa d'amics al barri Saleufi d'Apia. L'especificitat d'aquest moviment s'identifica en la incorporació dels valors de fa'aSamoa (cultura samoana), com el respecte a la gent gran, l'estima recíproca i la solidaritat, la pràctica de la recaptació de fons i l'intercanvi de regals (fa' alavelave), expressada en la creació d'una comunitat basada en una mena de «parentesc associatiu», i en una «política educada de reconeixement», inspirada en el model samoà de «prevenció de conflictes».

### Redefinició defa'afafine

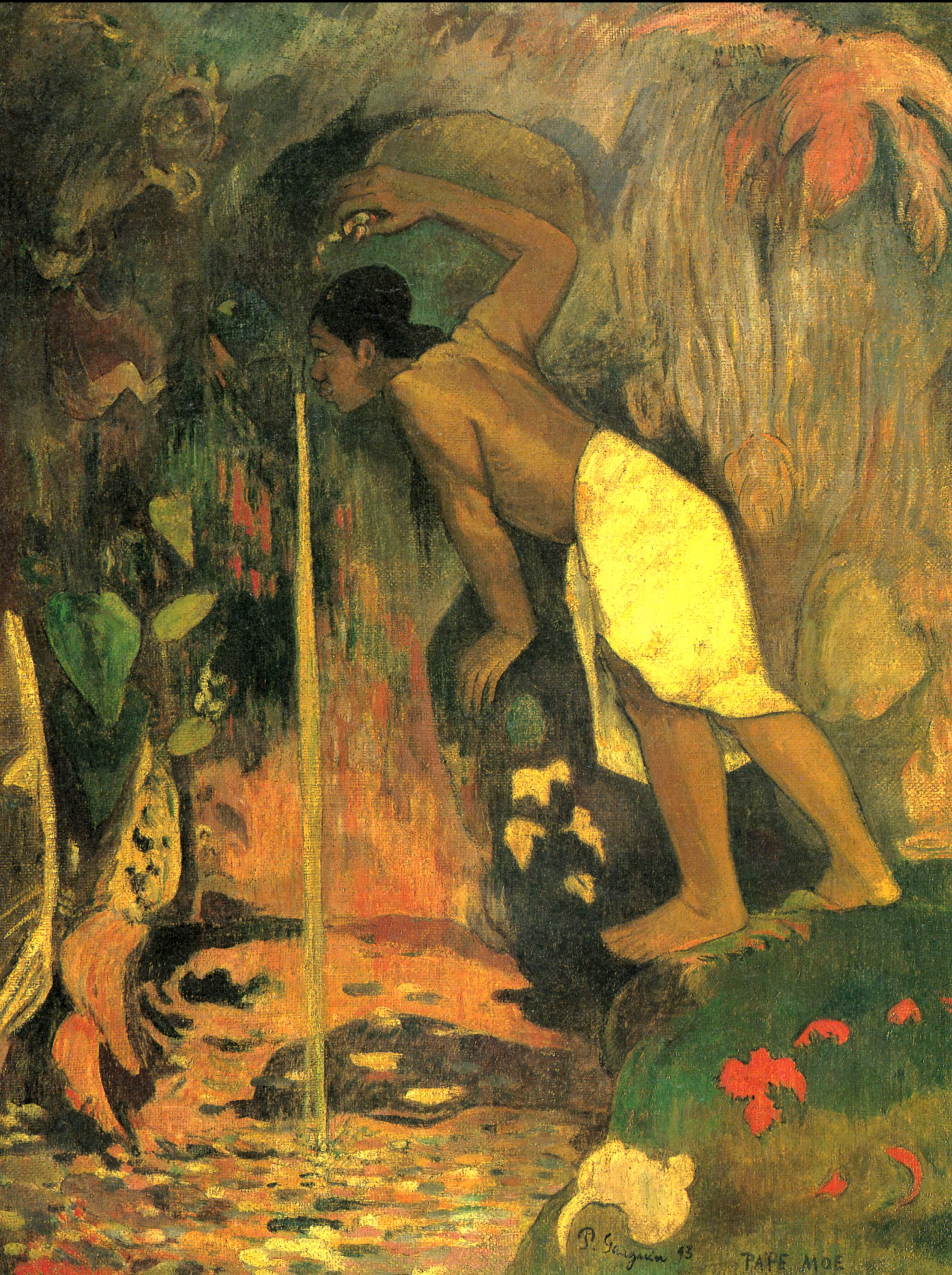
Papa Moe (Aigua misteriosa), una pintura a l'oli de Paul Gauguin (1893) en la qual, segons algunes hipòtesis, es representa una māhū de Tahití bevent d'una cascada.

La sociòloga neozelandesa Johanna Schmidt, autora de nombrosos estudis sobre fa'afafine, ha posat de relleu com la investigació acadèmica sobre identitats i poblacions «transgènere no occidentals» s'ha dut a terme sovint i encara es fa utilitzant models heteronormatius i eurocèntrics, intentant desconstruir el discurs occidental sobre fa'afafine en les seves tres variants: orientalisme, essencialisme (homosexual), i funcionalisme.
Les interpretacions «orientalistes» serien aquelles que (des dels viatges del capità Cook, als estudis antropològics de Margaret Mead, fins a les propostes proposades per textos contemporanis) representen la cultura i els pobles polinèsia a través de la lent de l'exotisme i l'erotisme, marcant-los amb una sensualitat «primitiva» i natural, que es creu que s'ha perdut irremeiablement a les cultures occidentals i que desapareix fins i tot a les polinesies, cada cop més amenaçades en la seva innocència i autenticitat pel colonialisme, els models occidentals i la globalització.
L'«essencialisme (homosexual)» estaria representat per aquelles teories, molt esteses sobretot dins de la comunitat gai, que veuen fa'afafine com una de les formes variants d'expressió de l'homosexualitat (o homosexualitat «transgènere»), utilitzant-les com a «prova» de la «universalitat» d'aquesta categoria; les maneres en què aquestes identitats s'incorporen a les estructures de gènere de la cultura samoana serien ignorades del tot.
La crítica del «funcionalisme» s'adreça a aquella àrea d'investigació destinada a identificar la «causa» de les identitats de gènere que no es remunten a les categories binàries de masculí i femení no occidentals, ja que es consideren necessàries d'explicació, una mena d'«anomalia», contràriament al que succeeix normalment amb els homes i dones heteronormatius, percebuts com a subjectes «naturals». Els enfocaments funcionalistes, generalment declinats com a explicació sociològica d'un fenomen social i, per tant, atents a definir el seu lloc dins d'estructures socials més àmplies, recorren a explicacions basades en models a seguir: fa'afafine faria el paper de model negatiu per als homes i dones samoans, per mostrar-los el que no han de ser. D'aquesta manera, segons Johanna Schmidt, els estudis de Bradd Shore i Jeannette Mageo treuen tota autonomia a fa'afafine, reduint-los a símbols i posant-los al servei d'altres sexes, «més reals». Concloent la seva crítica, Schmidt es pregunta quina família plantejaria una fa'afafine amb aquest propòsit, quina fa'afafine es prestaria a dur-la a terme, i com es pot explicar la feble, sovint incerta, posició social de la fa'afafine quan es mesura pel reconeixement que la comunitat els ha de pagar pel seu paper.

### El punt de vista indígena
La major part de la literatura fa'afafine va ser escrita per investigadors occidentals, no samoans i no fa'afafine. Amb el nou segle han augmentat els estudis indígenes que reivindiquen la vinculació essencial d'aquestes identitats amb la cultura samoana i la necessitat de donar paraula als subjectes investigats, «per recuperar les seves històries i/o revisar els coneixements rebuts sobre ells», per restituir el seu poder.
[McFall 2013 p. iii] critica els investigadors occidentals pel seu enfocament excessiu en els aspectes sexuals de fa'afafine, el paper de gènere de la qual, especialment la roba, el comportament i les activitats femenines, es creu que caracteritzen la seva identitat. Segons la seva opinió, les identitats fa'afafine són fluides, i l'occidentalització, la colonització, i les tecnologies mèdiques de reassignació de gènere han influït en la manera com les defineix cada individu.
Luka Leleiga Lim-Bunnin denuncia en un article com la classificació dels indígenes de gènere divergent operada en l'àmbit acadèmic, un món format principalment per blancs heterosexuals, exerceix una forma de violència epistèmica basada en els paradigmes colonials occidentals. Aquesta violència s'expressaria en primer lloc a partir de les opcions lingüístiques, és a dir, dels termes amb què es defineixen les persones no heteronormatives en els estudis, diferents dels que utilitzen aquests subjectes per descriure's, una preocupació que també comparteix la teòloga samoana Pausa Kaio Thompson. Lim-Bunnin impugna la categoria de «tercer gènere» com a «dispositiu de codificació i aplanament hegemònic» utilitzat per promoure el binarisme, i la definició de fa'afafine com «mascle biològic», perquè no tindria en compte la realitat de moltes fa' afafine que neguen la seva legitimitat i les diferències de gènere en les comunitats indígenes. La mateixa investigació sobre aquestes poblacions, centrada principalment en el context polinèsic més que no pas en el melanesi o micronesi, en què hi ha un nombre més gran d'ètnies mestisses, revelaria finalment, segons Lim-Bunnin, una forma de racisme anti-negre.
Douglass St Christian amplia la reivindicació de la singularitat samoana de fa'afafine, col·locada en aquest context cultural específic, també a la dada corporal: no només el sexe entre fa'afafine i un home no es pot entendre com un sexe entre dos homes, però també, encara que genèticament, «les fa'afafines no són masculines i els seus penis no són òrgans sexuals masculins. Són òrgans fa'afafins». Fruit de més de deu anys de treball, el 2018 es va publicar Samoan Queer Lives, la primera d'aquest tipus, una col·lecció de 14 històries personals de fa'afafine, persones transgènere i queer de Samoa, Samoa Americana i la diàspora samoana (Austràlia, Nova Zelanda, Austràlia, Hawaii i els Estats Units d'Amèrica), comissariada per l'artista i poeta samoà de Nova York Dan Taulapapa McMullin i l'artista interdisciplinari samoà-japonès Yuki Kihara, totes dues fa'afafine. Les històries explicades abasten diferents generacions, professions i geografies i contribueixen a aprofundir en el context històric de fa'afafine; algunes de les entrevistades representen personatges històrics de l'escena samoana, com ara Tootooalii Roger Stanley, membre de l'Associació Fa'afafine de Samoa i promotor del moviment samoà per a la reforma de la Llei d'ordenació del crim que prohibia que els homes «es fessin passar per dones», i Eleitino Ma'aelopa, un ancià molt respectat a la comunitat samoana de Nova Zelanda. Tots dos van morir poc abans de la publicació del llibre.
Cada capítol presenta la història de la vida d'una fa'afafine (les catorze entrevistades provenen de diferents àmbits: arts visuals, teatre, literatura, professions jurídiques, educació, artesania, i tots es dediquen a l'activisme fa'afafine) a través de la pràctica comuna samoana de talanoa, una forma de conversa comunal, informal, però «des del cor», que reforça fa'aSamoa (la forma de vida samoana). En el prefaci i la introducció, els editors de l'obra s'allunyen de la literatura de producció occidental que hauria distorsionat i sensacionalitzat la vida dels fa'afafine, situant-les en la categoria de binarisme de gènere establerta per Occident, i s'identifica en els missioners i el colonialisme com els responsables de la supressió de les identitats queer de Samoa. A través d'entrevistes i intervencions dels editors, el llibre ofereix un punt de vista queer transregional i transpacífic de la cultura i el context samoans, abordant totes les qüestions diverses i complexes en què s'involucra fa'afafine: des de la identitat a la religió, des del sexe a la família, des de la relació amb la comunitat LGBTQI+, fins a la violència domèstica i el grau d'acceptació social adquirit dins la societat.

## Societat samoana ifa'afafine
L'existència d'un tercer gènere és tan ben acceptada a la cultura samoana que la majoria de samoans afirmen que tenen amistats amb almenys una fa'afafine. Tanmateix, la gent fa'afafine no són totalment acceptades a totes les parts de la comunitat, com ara alguns grups catòlics i líders tradicionals.
Fa'afafine són conegudes pel seu treball dur i dedicació a la família, en la tradició samoana de «tautua» o servei a la família. Les idees de la família a Samoa i la Polinèsia inclouen tots els membres d'una «sa», o família comunal dins del sistema familiar «fa'amatai». Tradicionalment, fa'afafine segueixen la formació del treball diari de les dones en un «aiga» (grup familiar samoà). Fa'afafine afirma que els «estimava» participar en activitats femenines durant la infància, com ara jugar amb les companyes femenines, interpretar personatges femenins durant els jocs de rol, vestir-se amb roba femenina i jugar amb joguines típiques de gènere femení. Això contrasta amb les dones que van afirmar que només «les agradava» participar en aquestes activitats de petites. Algunes fa'afafine recorden creure que eren noies en la infància. A Samoa, hi ha molt poques vegades el ridícul o el disgust cap a un nen biològicament masculí que afirma que és una nena. Un estudi va demostrar que només una minoria de pares (el 20%) va intentar impedir que els seus fills fa'afafine tinguessin comportaments femenins. Ser empès al paper de gènere masculí molesta a molts fa'afafine. Un nombre significatiu va afirmar que «odiaven» els jocs masculins, com ara els jocs durs i els esports, fins i tot més que les nenes petites.
Fa'afafine té relacions sexuals exclusivament amb homes que no s'identifiquen com a fa'afafine.

### Organització social
Els estudis socials i els testimonis directes coincideixen a arrelar la identitat fa'afafine en la cultura samoana, en el conjunt de valors i tradicions en què es basa el mateix sistema polític i socioeconòmic, resumits en el terme fa'aSamoa.

### Estatus social

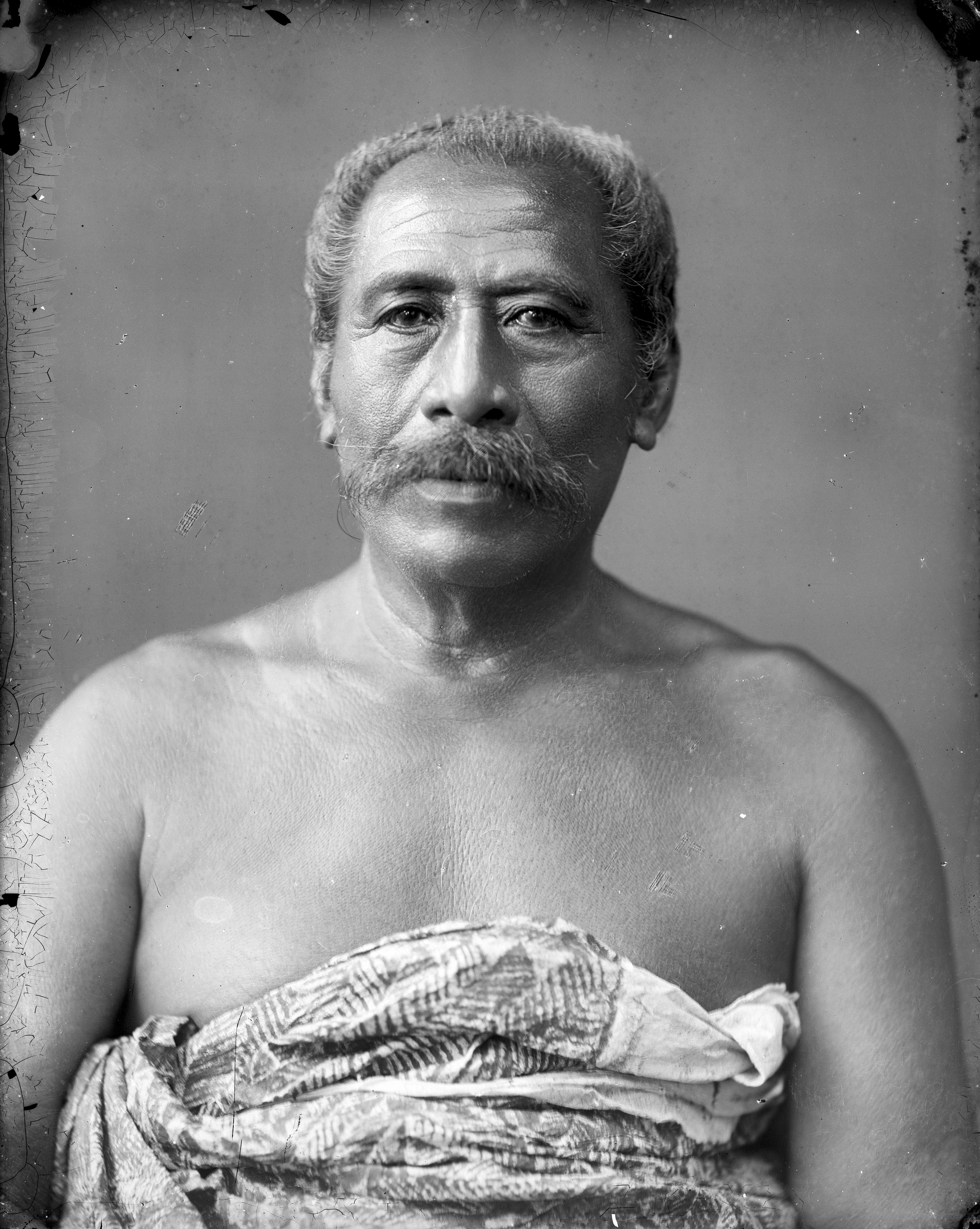
Seumanutafa Pogai, un alt cap d'Apia, Samoa, c. 1890-1910

Segons Schoeffel, les relacions de gènere a la cultura samoana operen dins de dos àmbits diferents: la feagaiga (la relació germà-germana, que compromet el primer a respectar, servir, protegir i honrar la seva germana durant tota la seva vida), i la conjugalitat. Segons Shore, la relació germà-germana preval com el «paradigma de les relacions intersexuals» en comparació amb la relació esposa-marit.
Els nens samoans d'entre quatre i cinc anys, fins a la pubertat, serveixen familiars grans, ajuden a la casa, tenen cura de nadons i nens més petits, independentment del sexe. La divisió del treball basada en diferències de sexe es produeix després de la pubertat.
La posició de les fa'afafines dins d'aquest sistema, segons els estudiosos, és clara pel que fa a la seva col·locació: el seu lloc, tot i que exerceixen feines tradicionalment femenines, és entre els homes de l'aumaga, el grup social format per homes sense títol; si tenen un títol, en fono, el consell que forma l'estructura política central d'un poble, districte o illa. Més controvertida és la qüestió del seu estatus. Segons Schoeffel, una fa'afafine gaudeix d'un estatus social baix, ja que «no compleix cap dels requisits honorífics del paper masculí o el paper femení de germana, amb la seva dignitat i alt estatus acompanyant. […] La fa'afafine només seria com una dona en el seu estatus funcional i menys honrat».
Besnier assenyala l'absència d'un estatus de gènere separat a l'organització social i cultural de Samoa. La fa'afafine ocuparia una condició marginal: el sistema de parentiu s'estructura sobre l'oposició fonamental i la complementarietat asimètrica entre entitats masculines i femenines, «que no deixa espai per a una categoria intermèdia».
D'una altra opinió són els estudiosos d'origen indígena, que recorden quantes fa'afafines ocupen papers importants dins la comunitat i han rebut «títols que els atorguen les seves famílies en reconeixement dels seus serveis».
Segons el testimoni de To'oto'oali Roger Stanley, president de l'Associació Samoa Fa'afafine (SFA) fins al 2017, «hi ha alguns pobles de Samoa on les fa'afafine no poden portar els cabells llargs, ni vestir amb roba de dona. […] A la Samoa rural, els nostres principals obstacles són els matai [caps de poble] locals: els líders de pobles i de les esglésies. La SFA ha començat a treballar amb diversos líders d'esglésies i pobles per aclarir que la violència i la discriminació afecten el desenvolupament global de Samoa».

### Família iFa'afafine

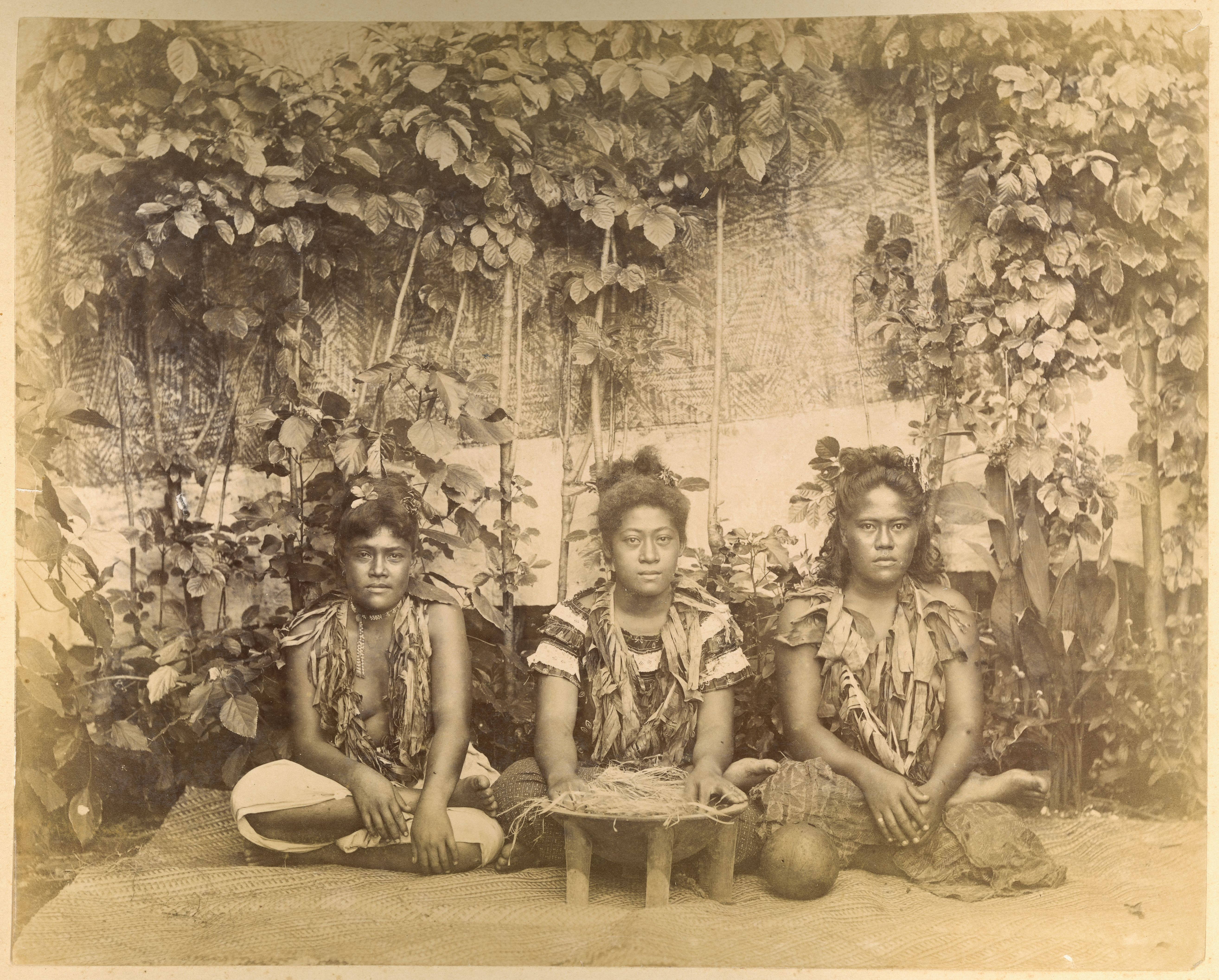
Tres noies samoanes preparant 'ava (o kava), una beguda ritual que s'utilitza en matai cerimonial o reunions del consell del poble, o quan donen la benvinguda als visitants (c. 1890)

La idea molt estesa a la literatura i als mitjans de comunicació que a les famílies on no hi ha prou filles un nen és criat o animat a convertir-se en fa'afafine per satisfer les necessitats domèstiques i de cura, no queda confirmada per estudis i testimonis directes.
Les reaccions dels pares davant els comportaments sexuals que mostren els nens fa'afafine poden variar des d'una actitud d'acceptació fins a una de rebuig, seguida de reprimendes o altres intervencions dissuasives. Segons una enquesta realitzada l'any 2006, el 20% de les enquestades fa'afafine van informar que els seus pares havien intentat prohibir el seu comportament cross-gender almenys alguna vegada, i d'aquests, el 95% va dir que li havien molestat l'imposició dels pares.
Al llibre/col·lecció d'autobiografies Samoan Queer Lives es narren testimonis de relacions difícils dins de les famílies, en què les noies fa'afafine sovint són induïdes a assumir el que es considera un «comportament normal», fins i tot mitjançant l'ús de mètodes violents.
El fenomen de la violència familiar està força estès a Samoa, afecta gairebé totes les famílies. L'enquesta pública nacional del juliol de 2018 va trobar que gairebé 9 de cada 10 infants de Samoa experimenten violència al llarg de la seva vida i que els nivells d'abús sexual infantil i d'incest han assolit proporcions «epidèmiques». Al llarg de la seva vida, gairebé 9 de cada 10 persones han patit violència física o emocional dins de la seva família, 6 de cada 10 dones pateixen violència per part d'una parella i gairebé el mateix nombre per part d'algú que no és la seva parella, 1 de cada 5 dones és violada. La violència contra col·lectius específics com les persones amb discapacitat, la gent gran, les persones fa'afafines i les persones SOGISC (sexual orientation, gender identity and sex characteristics; orientació sexual, identitat de gènere i característiques sexuals) és baixa, però «l'evidència anecdòtica suggereix que les taxes poden ser altes i es necessiten respostes específiques per a aquests grups». L'informe especifica que «la violència familiar constitueix violacions generalitzades de la fa'aSamoa, de la Fe i dels drets humans».
Segons Farran, el grau d'acceptació de fa'afafine per part de les seves famílies no és un fet cert. Dolgoy denuncia casos en què l'efeminació dels fills és considerada per alguns pares com a motiu per excloure'ls de la successió al títol; tanmateix, fins i tot quan la família exerceix un paper repressiu contra els nens que presenten expressió de gènere no normativa, l'«aiga» continua sent un dels valors fundacionals del fa'aSamoa, i es troba sobretot en l'èmfasi de fa'afafine com a pilars de la unitat familiar, sobre el seu paper d'excel·lència en el suport dels pares i el parentiu, en l'alta competència en habilitats domèstiques, que es basa en l'apreciació social cap a ells, especialment la que expressa (no sense reserves) l'església samoana.

### Església iFa'afafine
A Samoa, el cristianisme és la religió de l'estat; des del 2017, l'article 1 de la Constitució samoana estableix que «Samoa és una nació cristiana fundada en Déu Pare, el Fill i l'Esperit Sant». L'Església és una part integral de fa'aSamoa i té un paper fonamental en la vida privada i social dels samoans, influint en les opinions dels mateixos membres del Parlament.
La participació en els serveis i activitats religioses, la recaptació de fons per a l'església són part dels deures de cada habitant. Alguns ajuntaments exigeixen l'assistència a l'església i sancionen l'incompliment amb multes; a molts pobles del país, els matai prohibeixen la pertinença a esglésies diferents de l'església del poble o l'exercici del dret del no-cult. En violació d'aquestes normes, els vilatans estan subjectes a multes, expulsió del poble o ambdues coses.
La implicació de fa'afafine en la vida de l'Església (especialment en els cors, en l'organització de comitès de joves i en la recaptació de fons) és ben coneguda i apreciada dins la comunitat, però la doctrina religiosa difícilment accepta expressions de gènere i formes de sexualitat que no responent als seus dictats.
La relació entre fa'afafine i l'Església es pot indicar en alguns aspectes com una relació d'«acomodació», o d'acceptació vinculant; si d'una banda l'Església condemna l'homosexualitat i qualsevol comportament que no s'ajusti a la moral i als principis de la Bíblia, d'altra banda, el compliment de les obligacions i deures deguts, inclòs el suport financer als ministres i projectes de l'església, el respecte als costums, la sobrietat en el comportament i la cura de l'aparença externa, pot suspendre el judici sobre la seva sexualitat o el seu gènere, proporcionar als fa'afafine una via d'acceptació i integració.

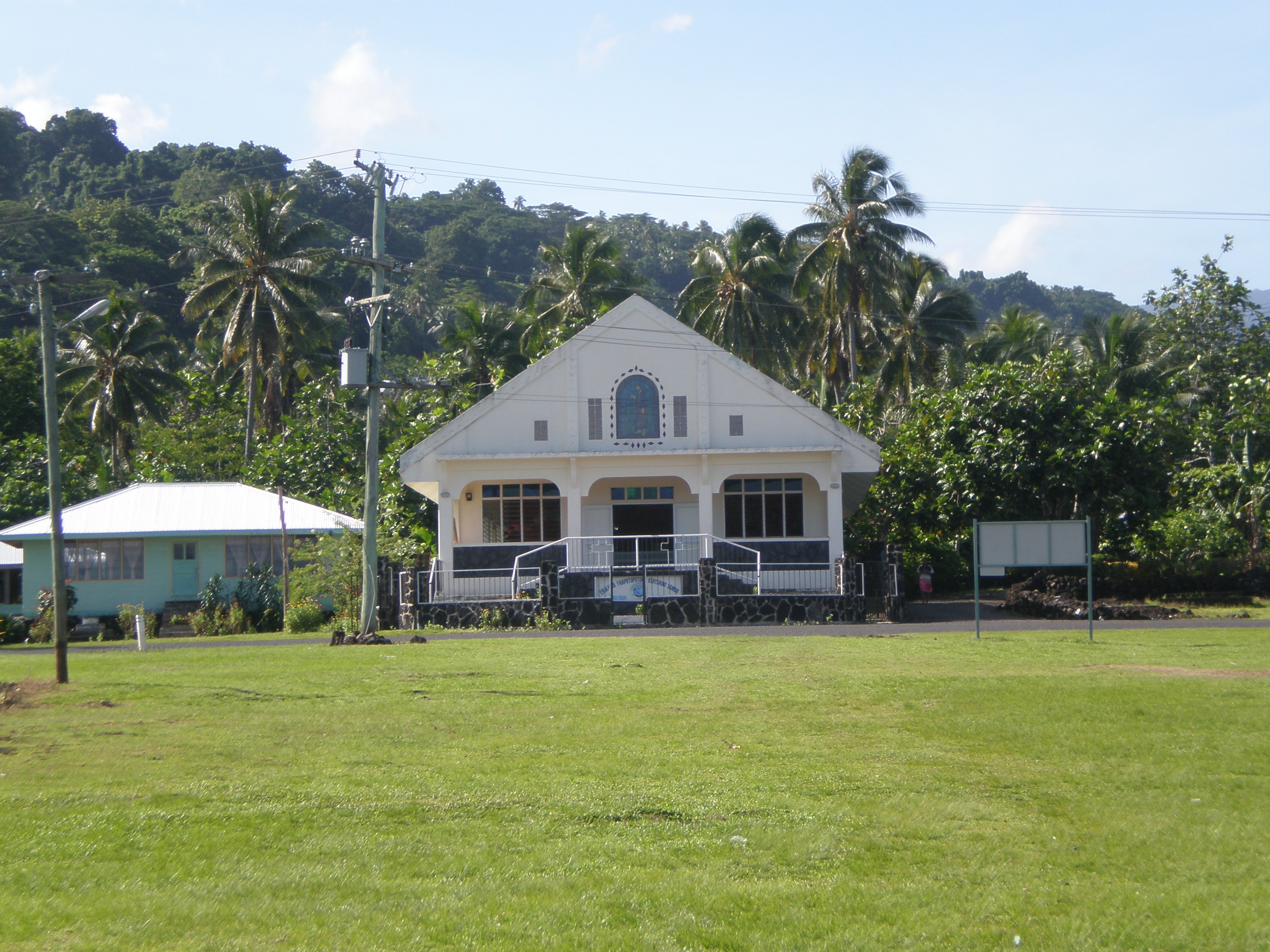
Església al poble de Matavai, Savai'i, Samoa

Però no totes les esglésies ni tots els pastors adopten un comportament uniforme, i sovint poden prevaler diferents punts de vista, fent que el reconeixement de fa'afafine i la seva posició dins l'Església sigui objecte de respostes contradictòries. Un exemple és la polèmica que va sorgir l'estiu del 2016, arran de l'onada d'indignació provocada per la publicació a la portada d'un diari nacional d'una imatge descoberta del cos de Jeanine Tuivaiki, una fa'afafine trobada morta (possiblement suïcidi) dins una església. En resposta a les crides de l'Associació Fa'afafine de Samoa per a un major respecte als drets dels fa'afafine, el president del Consell Nacional d'Esglésies, el reverend Kasiano Leaupepe, suposadament, va respondre que si certament tenien dret a ser respectades dins de l'Església, com a criatures de Déu, era un error comú que les fa'afafine formessin part de la cultura samoana. «No hi ha cap fa'afafine a la forma de vida samoana. Hi ha una Casa de la Vila per al matai, hi ha una plaça per a homes sense títol i, per descomptat, hi ha una una saofaiga per a tina ma tamaitai (mares i dones), però en l'estructura tradicional no hi ha res per a les fa'afafine».
El novembre de 2020 també es va manifestar una forta indignació a la comunitat fa'afafine en un debat entre joves de l'Església Cristiana Congregacional de Samoa (CCCS), emès per una cadena de televisió dirigida per l'Església, en què es va demanar al públic que comentes la possibilitat que les fa'afafine poguessin presentar-se a càrrecs públics. Després de la protesta immediata d'aquests últims, el reverend Vavatau Taufao, secretari general de la CCCS, va demanar disculpes i va demanar perdó, reiterant el seu agraïment per «les contribucions de les fa'afafine a les seves famílies, al cristianisme i a Samoa».
Segons el pastor i teòleg samoà Pausa Kaio Thompson, l'exclusió de fa'afafine de la fa'aSamoa seria una conseqüència del punt de vista cristià sobre la sexualitat, de les opinions religioses i socials eurocèntriques, que han condicionat fortament el desenvolupament de la societat samoana. Altres rols no tradicionals que haurien d'haver estat exclosos, com el de pastor o els sacerdots catòlics que han fet vots de celibat per a tota la vida i que no poden tenir descendència, han passat a formar part de la cultura samoana i ocupen un estatus igual, si no superior, al matai (cap de poble). Segons la seva opinió, encara que els rols dins de la fa'aSamoa es van definir en el passat, i encara ho són, per pertànyer a un determinat gènere, a partir de la concepció occidental introduïda pels missioners, la fa'aSamoa hauria de basar-se exclusivament en valors fonamentals d'amor i comunitat, pau i coherència, servei i sacrifici. En aquesta perspectiva, fa'afafine pot esculpir el seu propi espai, perquè dins de la fa'aSamoa, es tenen en gran estima aquells que nodreixen i cultiven els valors comunitaris i l'amor per la família.

## Drets LGBTIQ+ a Samoa

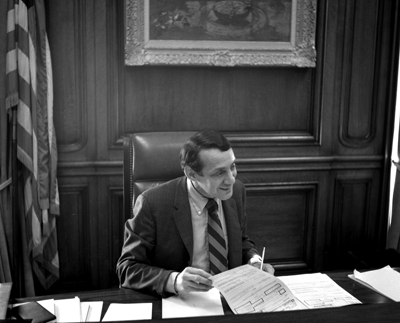
Harvey Milk, militant del moviment d'alliberament homosexual. El 2009, la pel·lícula dedicada a ell va ser prohibida a Samoa

El 2011, Samoa es va signar amb 85 països més a la declaració del Consell de Drets Humans de les Nacions Unides (UNHRC) per posar fi als actes de violència i abusos dels drets humans basats en l'orientació sexual i la identitat de gènere, però es va negar a derogar les lleis que castigaven les relacions homosexuals consentides entre adults, «a causa de les sensibilitats culturals i les creences cristianes de la societat samoana». En la declaració, fa'afafine, gais i lesbianes són declarats membres de ple dret de la societat samoana i hereus de títols familiars i terres com tots els homes i dones.
El 2013, el govern de Samoa amb la Llei de delictes de 2013 (Samoa Crimes Act 2013) va actualitzar el codi penal que datava de 1961, derogant l'article que prohibia la «representació femenina» per part d'homes, oposat durant dècades per la comunitat fa'afafine de Samoa. L'art. 50 van incloure el sexe oral i anal i, per inferència, el contacte sexual entre homes en la definició de coit; els articles 67 i 68 van mantenir la pena de fins a 7 anys de presó per l'acte de sodomia comès sobre una dona o un home, encara que sigui amb consentiment. L'article 71 de la part VIII, relatiu als «delictes contra el benestar públic», va establir finalment la mateixa pena per a qui posseeixi, gestioni, llogui o posi a disposició un o més locals destinats a cometre «actes indecents entre homes».
L'Associació Fa'afafine de Samoa va ser nomenada membre de la Institució Nacional de Drets Humans (NHRI), creada el 2013 a l'Oficina del Defensor del Poble. El president de l'Associació Fa'afafine de Samoa del 2006 al 2018, So'oalo Roger Stanley, es va posicionar en contra del recentment aprovat matrimoni gai a Nova Zelanda, compartint la posició de l'exprimer ministre de Samoa Tuilaepa Sailele Malielegaoi, patró de l'Associació. El 2017, l'Associació Fa'afafine de Samoa va reiterar que el matrimoni entre persones del mateix sexe no era una prioritat com «promoure els drets humans i reduir la discriminació i la violència basada en la identitat de gènere».
L'any 2019, l'Informe de Drets Humans del Departament d'Estat dels Estats Units d'Amèrica per a Samoa va recordar que les lleis que castigaven la sodomia amb penes màximes de set anys de presó encara estaven vigents, i va afegir que les autoritats no estaven aplicant aquestes disposicions en el cas de les relacions consentides entre adults. Pel que fa als casos de violència social per orientació sexual o identitat de gènere, l'Informe descriu alguns casos aïllats de discriminació i un indici que membres de la comunitat fa'afafine havien denunciat casos de discriminació social.
El juny de 2019, es va prohibir la projecció de Rocketman, la pel·lícula biogràfica sobre la vida d'Elton John, perquè es va considerar incompatible amb les tradicions culturals i cristianes de Samoa. El 2009, Milk, la pel·lícula sobre l'activista pels drets dels gais Harvey Milk, ja havia estat prohibida per motius similars.
A Samoa, el sexe entre homes, independentment del consentiment, segueix sent il·legal (articles 67 i 68 de la Llei de delictes de 2013) i no es preveu el matrimoni entre persones del mateix sexe, definit el 2017 pel llavors primer ministre com una «pràctica de Sodoma i Gomorra».
El novembre de 2021, la recentment electa primera ministra Naomi Mataʻafa va reiterar que el seu govern «no canviarà les lleis només per complir amb algunes de les recomanacions del recent Informe sobre els drets humans de les Nacions Unides» i que aquestes qüestions s'han de considerar «dins de les tradicions samoanes i costums i els nostres principis i valors cristians».

## Society of Fa'afafine in American Samoa(SOFIAS) iSamoa Fa'afafine Association(SFA)

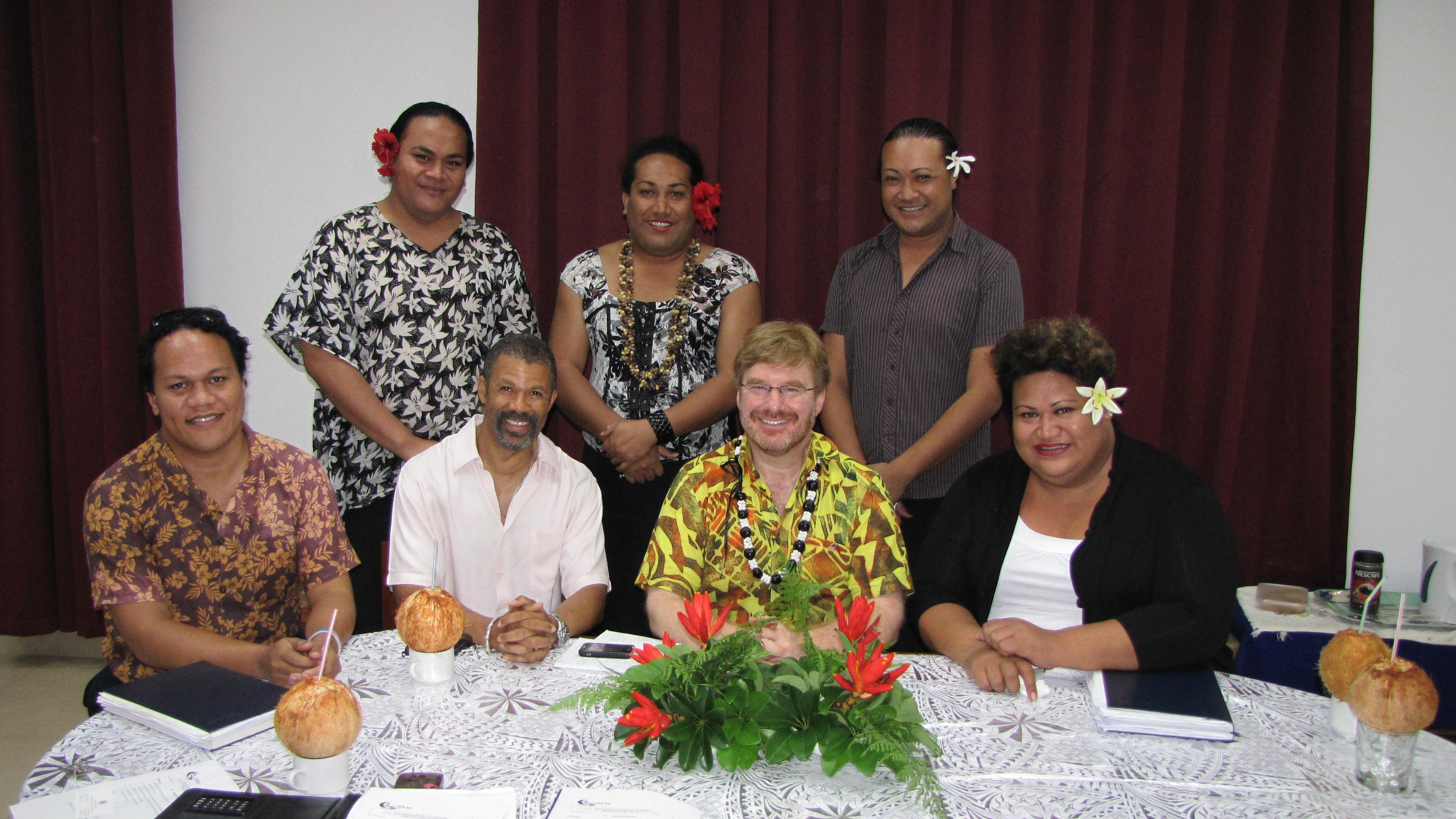
L'ambaixador estatunidenc Huebner a Samoa amb els líders de l'Associació Fa'afafine de Samoa

La Societat de Faʻafafine a Samoa Americana o (Society of Faʻafafine in American Samoa o Le Sosaiete o Faʻafafine i Amerika Samoa, SOFIAS) amb seu a Apia, va ser fundada l'any 2006 per iniciativa de So'oalo To'oto'oali'i Roger Stanley, qui en serà el president fins a la seva mort el gener de 2018.
SOFIAS es descriu com una organització dedicada a equilibrar els dos valors samoans amb influències occidentals i té com a objectiu promoure una actitud positiva cap a la fa'afafine samoana. L'associació s'ha distingit especialment en la campanya de sensibilització i en el suport donat en la lluita contra el VIH/SIDA a Samoa.
L'associació té com a finalitat de representar, conscienciar i promoure els drets de la comunitat fa'afafine; treballa estretament amb el govern, les esglésies locals i les organitzacions juvenils. Fomenta la col·laboració entre les comunitats fa'afafine i LGBTQI+ a Samoa Americana, la regió Àsia-Pacífic i el món. SOFIAS és membre d'ILGA (Associació Internacional de Lesbianes, Gais, Bisexuals, Trans i Intersexuals), una federació internacional de més de 1.700 organitzacions d'uns 160 països. El concurs Miss SOFIAS es celebra a Pago Pago, Samoa Americana, des de 1979.
Des dels seus inicis, ha rebut el patrocini del primer ministre Tuilaepa Sailele Malielegaoi, en el càrrec des del novembre de 1998 fins al juliol de 2021. Gràcies a la seva activitat de «lobby», va contribuir a la despenalització del delicte de «suplantació d'identitat femenina» que castigava les persones que es «suplantaven» com a dones en un lloc públic (article 58N de la Llei d'ordenació dels delictes de Samoa, derogada el 2013).
L'Associació Fa'afafine de Samoa (Samoa Fa'afafine Association, SFA), amb seu a Apia, es va fundar l'any 2006. Treballa estretament amb el govern, les esglésies i les organitzacions juvenils, donant suport a projectes comunitaris per a la comunitat fa'afafine, però també per a gent gran i joves de Samoa. La SFA també és activa a nivell internacional, treballant amb les Nacions Unides i les ONG regionals del Pacífic, en nom de les comunitats fa'afafine, transgènere i LGBTQI+ de les illes del Pacífic. També treballen amb organitzacions de mitjans de comunicació per promoure una representació equitativa de fa'afafine.
El 2013, la SFA va ser nomenada membre de la Institució Nacional de Drets Humans (National Human Rights Institution, NHRI) i participa en la preparació de la Revista Periòdica Universal (Universal Periodic Review, EPU) per a Samoa. L'associació sempre ha reivindicat la seva especificitat en l'escena LGBTIQ+, proposant-se com un «tercer gènere» i destacant la seva estreta vinculació amb la cultura samoana i la seva no assimilació a categories transgènere: «Els termes fa'afafine i fa'afatama són culturalment únics i específic del tercer gènere de Samoa. […] Barrejar els nostres problemes juntament amb els problemes transgènere dins del marc LGBTIQ ignora la nostra connexió amb la cultura o 'fa'asinomaga', que és l'essència i el cor de cada samoà».
La SFA, amb els advocats fa'afafine Alex Suʻa i Phineas Hartson Matautia, han iniciat una activitat legislativa sobre qüestions de drets LGBT a Samoa. Els seus esforços per derogar les lleis homòfobes i trànsfobes heretades de les administracions colonials britànica i de Nova Zelanda han tingut un èxit parcial. El matrimoni entre persones del mateix sexe per a fa'afafine encara és il·legal a Samoa i, malgrat la legalització als Estats Units d'Amèrica, encara no està reconegut al territori estatunidenc de Samoa Americana.

## Personalitats fa'afafine destacades
- Edward Cowley «Buckwheat». Drag-queen i personalitat de televisió amb seu a Auckland, va treballar amb la Fundació de la SIDA de Nova Zelanda. Campió de culturisme.
- Shigeyuki Kihara. Una artista contemporània el treball del qual s'ha presentat a nombroses exposicions de museus i galeries d'art d'arreu del món. La seva exposició individual, Shigeyuki Kihara: Living Photographs (2008–2009), va ser la primera exposició d'art contemporani samoà del Metropolitan Museum of Art. Kihara és coeditora del llibre de 2018 Samoan Queer Lives.[181]
- Marion Malena. Una guanyadora de múltiples concursos de bellesa[182] de Samoa Americana que viu actualment a Seattle. Presenta American Samoa: Through the Years.[183]
- Fuimaono Karl Pulotu-Endemann. Professional mèdica, jutgesa de pau i activista gai de Nova Zelanda. En els Honors d'Any Nou de 2001, Pulotu-Endemann va ser nomenada membre de l'Ordre del Mèrit de Nova Zelanda pels serveis a la salut pública.
- Jaiyah Saelua. Jugadora de futbol de Samoa Americana. Saelua va ser la primera jugadora fa'afafine que va competir en una eliminatòria masculina de la Copa del Món de la FIFA. Saelua apareix en un documental del Regne Unit Next Goal Wins.[184][185]
- Dan Taulapapa McMullin. Poeta, pintora, cineasta. Va exposar al Bishop Museum, Metropolitan Museum, Nacions Unides. Col·lecció de poemes: Coconut Milk (Els deu millors llibres LGBT de l'any de l'Associació Americana de Biblioteques).
- Amao Leota Lu. Artista de performance, activista, líder de la comunitat[186]

## Personatges ficticis fa'afafine
- Half-man half-girl (Meitat home meitat dona), un personatge sense nom de la novel·la d'Albert Wendt Flying Fox a Freedom Tree (1979).
- Muli i Pipi, un poema de Dan Taulapapa McMullin The Bat (1993) que va rebre un Premi Poets&Writers.
- Sugar Shirley, un personatge de la novel·la de Sia Figiel Where We Once Belonged (1996).[187]
- Vili Atafa, un personatge de la cançó del Pacífic Frigate Bird Sings (1996) d'Oscar Kightley, David Fane i Nathaniel Lees.[188]
- Sinalela (2001), un personatge de ficció del curtmetratge Sinalela de Dan Taulapapa McMullin, guardonat com a millor curtmetratge al Rainbow Film Festival de Honolulu.[189]
- Faafafine (2001), una actuació en solitari autobiogràfica de Brian Fuata.[190]
- Jerry the Fa'afafine (2011), una figura temàtica (influïda per la poesia de Taulapapa) en una sèrie d'obres d'art de Tanu Gago.[191]
- Germà Ken a bro'Town (2004-2009), director d'escola.[192]